# Cocoto Kart Racer
Cocoto Kart Racer es un videojuego de carreras de Neko Entertainment. Es muy parecido a los juegos de la serie Mario Kart.

## Personaje
| Nombre    | Descripción                            |
| --------- | -------------------------------------- |
| Cocoto    | Un diablo rojo.                        |
| Shiny     | Una diabla rosa.                       |
| Baggy     | Un diablo verde.                       |
| Neuro     | Un diablo azul.                        |
| Scritch   | Un esqueleto con dos ojos incorrectos. |
| Tortelini | Tortuga que cree que puede volar.      |
| Dugger    | Un topo marrón.                        |
| Geckill   | Una lagartija amarillo (y verde).      |
| Bo-Bong   | Un mono marrón enorme.                 |
| Zaron     | Un dios azul.                          |
| Venuzia   | Un téutido roso.                       |
| Glabooh   | Una fantasma púrpura.                  |